# Як мене звати
Як мене звати — перший сингл гурту Скай з альбому Планета С. К. А. Й.. Виданий 2007 року під лейблом Lavina music. До пісні було знято відеокліп.

## Відеокліп
Відео було завантажене у першій половині 2007 року. На відео показано музикантів гурту, що грають у полі. Паралельно показано людей, що відпочивають  поблизу. У кожного з них на тілі поступово з'являється велика кількість жіночих та чоловічих імен. Наприкінці відео Олег Собчук показує знак СНІДу у руці.